# Тето Мазуе (Кунео)
Тето Мазуе је насеље у Италији у округу Кунео, региону Пијемонт.
Према процени из 2011. у насељу је живело 6 становника. Насеље се налази на надморској висини од 1085 м.